# Antongilus bengalensis
Antongilus bengalensis är en skalbaggsart som beskrevs av Miłosz A. Mazur 1989. Antongilus bengalensis ingår i släktet Antongilus och familjen stumpbaggar. Inga underarter finns listade i Catalogue of Life.